# 劳动教养
劳动教养是中华人民共和国在1957年至2013年间执行的一种所谓“劳动、教育和培养”的行政处罚制度，简称劳教。一般认为劳动教养制度是中华人民共和国从苏联引进的，但和苏联的相关制度并不完全相同，中华人民共和国形成了独有的劳动改造和劳动教养两种不同制度。从法律上讲，中华人民共和国的劳动教养制度始于1957年，它并不是《中华人民共和国刑法》规定的刑罚，而是相关行政法规规定的一种行政处罚；公安机关无须经法院对疑犯进行审讯定罪，即可将疑犯投入劳教场所，实行期限为一至三年，最多延长一年的限制人身自由、强迫劳动、思想教育等措施。朝鲜民主主义人民共和国于1987年引进该制度。
2013年12月28日，第十二届全国人大常委会通过了《关于废止有关劳动教养法律规定的决定》，实行了近56年的劳动教养制度正式废止。

## 历史

### 建立
在1950年代中共中央发动的肃清暗藏反革命分子运动中逐步建立起来的。1955年8月25日，中共中央发布了《关于彻底肃清暗藏的反革命分子的指示》，其中称，
六、对这次运动清查出来的反革命分子和其他坏分子，除判处死刑的和因为罪状较轻、坦白彻底或因为立功而应继续留用的以外，分两种办法处理。一种办法，是判刑后劳动改造。另一种办法，是不能判刑而政治上又不适于继续留用，放到社会上去又会增加失业的，则进行劳动教养，就是虽不判刑，虽不完全失去自由，但亦应集中起来，替国家做工，由国家给予一定的工资。各省市应即自行筹备，分别建立这种劳动教养的场所。全国性的劳动教养的场所，由内务部、公安部立即筹备设立。务须改变过去一个时期“清而不理”的情况。
1956年1月10日，中共中央发布了《关于各省市立即筹办劳动教养机构的指示》，强调“把肃反中被审查的，不够判刑的反革命分子、坏分子，而政治上又不适合留用，把这些人集中起来，送到一定地方，让他们替国家做工，自食其力。并对他们进行政治、思想的改造工作”。随后中共中央又在《转批中央十人小组关于反革命分子和其他坏分子的解释及处理意见的政策界限的暂行规定》文件中规定：“某些直系亲属在土改、镇反和社会主义改造中，被杀、被关、被斗者的家属……可送劳动教养。”
一般认为，从法律上讲，劳动教养制度始于1957年。1957年8月3日，中华人民共和国国务院公布了经过1957年8月1日第一届全国人民代表大会常务委员会第七十八次会议批准的《关于劳动教养问题的决定》。该决定的初衷是为了管理“游手好闲、违反法纪、不务正业的有劳动力的人”，主要针对的对象是“不够逮捕判刑而政治上又不适合继续留用，放到社会上又会增加失业的”人员，该决定称：
根据中华人民共和国宪法100条的规定，为了把游手好闲、违反法纪、不务正业的有劳动力的人，改造成为自食其力的新人；为了进一步维护公共秩序，有利于社会建设，对劳动教养问题，作如下决定：……
当时《中华人民共和国宪法》第100条的内容是：“中华人民共和国公民必须遵守宪法和法律，遵守劳动纪律，遵守公共秩序，尊重社会公德。”
因为撞上了“反右”运动的枪口，有些人认为《国务院关于劳动教养问题的决定》主要是针对划为右派的人员，但实际上右派劳教人员不管是占劳教人员的比重还是占“右派分子”的比重都很低。据1961年10月2日中共中央批转的中央统战部、组织部、宣传部《关于全国改造右派分子工作会议的报告》，全国按劳动教养处理的右派分子仅有3.6万人，且1963年起劳动教养所己经基本上不再收容“右派”分子了。
1957～1958年，全国立即建起一百多处劳教场所，后来形成县办劳教、社办劳教、乃至生产队也办劳教；1957年～1958年的反右派斗争扩大化，很多单位把政治有问题的知识分子当“包袱”甩出去，全国收容的劳教人员数量很快就增长到50万人。因为场所短缺，当年大多数劳动教养场所和劳改场所设在同一个场所内，对劳改犯和劳教人员的管理模式也相近。因为大跃进运动和随后的三年自然灾害，当时的劳动教养场所普遍存在超时劳动、超体力劳动、粮食短缺等现象，劳教人员非正常死亡时有发生。1961年，即大跃进运动末期，中华人民共和国公安部承认当时“扩大了收容范围和收容对象，错收了一批不够劳动教养的人。在管理上和劳改犯等同了起来。生活管理和劳动生产上搞了一些超体力劳动，造成了劳教人员非正常死亡的严重现象”，同年规定劳动教养的期限，1961～1962年大量劳动教养人员被解除劳动教养，再加上政策调整，劳动教养人员有所减少。
1966年，“文化大革命”开始，劳教被认为是“资敌、养敌的工具”而一度停止，1969年绝大部分劳教企业移交地方同行业主管部门。 1966年全国劳教人员数量减少到不足5,000人，到1969年就减少至不足1,000人。20世纪70年代初因为治安形势严峻，国家着手准备恢复劳动教养制度，但是劳动教养制度直到1975年才得以正式恢复。

### 恢复发展
1979年11月29日中华人民共和国国务院颁布《国务院关于劳动教养的补充规定》。1980年2月29日，中华人民共和国国务院发布《关于将强制劳动和收容审查两项措施统一于劳动教养的通知》 （页面存档备份，存于），称：一九六一年以来，各地公安机关对轻微违法犯罪的人和流窜作案嫌疑分子采取了强制劳动和收容审查的措施。从1980年下半年起，对有轻微违法犯罪行为、尚不够刑事处罚需要进行强制劳动的人，一律送劳动教养。对于有轻微违法犯罪行为又不讲真实姓名、住址、来历不明的人，或者有轻微违法犯罪行为又有流窜作案、多次作案、结伙作案嫌疑需收容查清罪行的人，送劳动教养场所专门编队进行审查。凡是放在社会上危害不大的，可按照《刑事诉讼法》规定采取监视居住、取保候审等方式进行审查。各地市之前办的强制劳动所改为劳动教养所。1982年规定地区不办劳动教养，地区所属的劳动教养所全部撤销。1984年2月15日，中华人民共和国公安部发布《收容审查所管理工作暂行规定》规定》，收容审查的场所不是国发〔1980〕56号规定的劳动教养所（劳教所已经于1982年划归司法行政机关），而是由公安机关专设的收审所。
1979年司法部恢复重建。1982年中华人民共和国国务院机构改革后, 原由公安部管理的劳改、劳教工作划归司法部管理。1988年，司法部下令实行劳改、劳教场所分离。
1982年1月21日国务院转发公安部颁布《劳动教养试行办法》，针对的对象包括“家居农村而流窜到城市、铁路沿线和大型厂矿作案，符合劳动教养条件”的人。流窜作案但不够刑事处罚的人员也被纳入劳动教养范围，并实行专队管理。
1986年3月，最高人民法院、最高人民检察院、公安部《对于惩处倒卖车、船票的犯罪分子如何使用法律条款的问题的批复》第四条：对于多次倒卖车、船票，屡教不改，尚不够刑事处罚的，或者有一般倒卖车、船票等违法行为的人，由公安部门收容劳动教养。同年9月，第六届全国人大常委会第17次会议通过了《治安管理处罚条例》。该条例第三十条规定：严厉禁止卖淫、嫖宿暗娼以及介绍容留卖淫、嫖宿暗娼，违者……或者依照规定实行劳动教养。第三十二条规定：(1)赌博或者为赌博提供条件的；制作、复制、出售、出租或者传播淫书、淫画、淫秽录像或者其他淫秽物品的。有上述行为之一的……或者依照规定实行劳动教养。
1990年12月，第七届全国人大常委会第17次会议通过了《关于禁毒的决定》，该决定第八条规定：“强制戒除后又吸食、注射毒品的，可以实行劳动教养，并在劳动教养中强制戒除。”
1991年9月，第七届全国人大常委会第21次会议通过了《关于严禁卖淫嫖娼的决定》，该决定第四条规定：“因卖淫嫖娼被公安机关处理后又卖淫、嫖娼的，实行劳动教养，并由公安机关处５０００元以下罚款。”1999年12月，司法部劳教局印发《劳动教养戒毒工作管理办法（试行）》规定，对戒毒劳教人员进行集中、严格、封闭式管理。
以上法律使吸毒人员、卖淫嫖娼人员等更多的人员相继被纳入劳动教养的对象范畴。劳动教养越来越多的用于解决农村治安问题，农村籍劳动教养人员增加。同时，其他行政法规、司法解释，甚至一些省级行政区、较大的市的地方性法规和国务院部门的部门规章，都加剧劳动教养所收容对象扩大化的趋势。
1989年，各省、直辖市、自治区的省级劳动教养所收容了一部分暴乱、动乱（六四事件）参与者，并专门划出一个中队管理。90年代因为政治气氛放松，以及顾及国际影响，对政治犯判刑大幅减少，而以劳教手段取而代之。
1999年12月，司法部劳教局印发《重点三类劳教人员管理办法》规定，要求将“重点三类劳教人员”集中在管理条件较好的劳动教养管理所，相互隔离，进行封闭管理。对重点三类劳教人员因特殊情况需要所外就医的，报省、自治区、直辖市劳教局专管工作小组批准；重点三类劳教人员一般不得办理“三试”（试工、试农、试学）。对重点三类劳教人员因特殊情况需要减少劳动教养期限的，报省、自治区、直辖市劳教局专管工作小组批准。该办法同时对重点三类劳教人员通讯、会见、准（放）假做了具体规定，主要有：对其来往信件由专管干警统一收登记；对其发出的信件复印存档；对其会见，从严掌握会见人员和次数，除其配偶直系亲属和三代以内旁系血亲外，不得会见其他人员；会见时不得传递物品，不得拍照、录音，不得使用隐语、外国语；一般不得安排其与配偶同居。
1996年1月，司法部《关于将政府收容教养的犯罪少年移至劳动教养场所收容教养的通知》规定：根据《中华人民共和国监狱法》的有关规定精神，决定将按照《刑法》第十四条由政府收容教养的犯罪少年移至劳动教养场所收容教养。1999年12月，司法部劳教局印发《少年教养工作管理办法（试行）规定》，对少年劳动教养人员和少年收容教养人员的概念以及收容办法作出具体规定；同时规定男女少年教养人员应分开编队，少年收容教养人员与少年劳动教养人员应分别编队。
1992年劳教审批由省、市公安部门的刑侦科负责改为由法制科负责后，劳教人员数量大幅减少，直到1996年第二次“严打”后才大幅增长。由于刑法体系的逐步完善，除了吸毒劳教人员数量大幅增加之外，大部分其他类型的劳教人员数量都在减少。
1998年10月，司法部、公安部下发《关于将在北京违法的外省籍贯罪犯和劳教人员遣送原籍执行的通知》，规定北京市公安机关对在北京的外省籍违法犯罪人员决定劳动教养后，均遣送原籍执行，并对遣送劳教人员的法律程序、费用等提出具体要求。
1999年～2002年，因“法轮功”活动猖獗，中国政府打击“法轮功”，1999年9月，司法部劳教局发布《关于做好“法轮功”类劳教人员收容工作的通知》，该通知规定，对“法轮功”劳教人员可单独编队，集中收容。此后“法轮功”类劳教人员大幅增加，以至于大多数劳教所爆满，2001年劳教人员一度多达31万人。为缓解场所紧张，中央和地方一方面增加劳教经费，让劳教所建设更多的新办公楼、宿舍楼和车间，另一方面给予转化表现好的“法轮功”劳教人员提前解除劳教的奖励。90年代末本世纪初，社会矛盾激化，上访人员剧增，被劳教的上访者也越来越多。
2002年4月，中华人民共和国公安部颁布《公安机关办理劳动教养案件规定》，调整了劳教适用范围，进一步细化了劳教决定过程，该规定引入聆询程序。2005年9月13日，公安部发布《关于进一步加强和改进劳动教养审批工作的实施意见》。2005年允许律师代理劳动教养案件。这些导致00年代劳动教养人员大幅减少。
《公安机关办理劳动教养案件规定》第二十五条规定：
第二十五条　除对组织、利用邪教组织破坏国家法律实施和吸食、注射毒品的违法犯罪嫌疑人决定劳动教养的案件外，对具有下列情形之一的案件，地级以上公安机关可以以同级劳动教养管理委员会的名义组织聆询：
（一）应当对违法犯罪嫌疑人决定劳动教养二年以上的；
（二）应当对未成年违法犯罪嫌疑人决定劳动教养的。
对其他种类的劳动教养案件是否实行聆询，由各省、自治区、直辖市公安厅、局和新疆生产建设兵团公安局根据本地区的实际情况作出规定。
2009年，中央政法委《关于进一步加强和改进涉法涉诉信访工作的意见》，正式将上访者纳入劳教对象。
劳动教养制度在实践中主要是针对盗窃、诈骗（包括传销）、卖淫嫖娼、吸毒、破坏治安、打架斗殴、寻衅滋事、邪教活动等，一部分多次上访或是有“缠访、闹访”行为的上访者和罪行不够刑事处分的民运分子也属于被劳教范围。
劳动教养制度在司法实践中，由于其法理缺陷，而受到越来越多的冲击，在大多数案件中，法院会因为敏感性拒绝立案，但也有法院受理这类案件，并在不触及法理和法律层面概念下，也会有“迂回公平”的判决。

## 机构
在实践中，“大中城市”一般指地级行政区。几乎所有地级行政区人民政府皆设立了劳动教养管理委员会。
劳动教养审批委员会之下，分别在司法行政系统和公安系统设立劳动教养相关机构。司法行政系统的劳动教养工作管理局或司法局内设处（室、科）担负劳动教养管理委员会办公室的职能，也负责劳动教养工作的具体管理，包括劳动教养管理所的日常管理。公安系统的省、市公安局劳动教养审批委员会担负劳动教养审批工作。

### 司法行政系统
在司法行政系统，中华人民共和国司法部内设司法部劳动教养工作管理局（现司法部戒毒管理局）。各省、直辖市、自治区及新疆生产建设兵团的司法厅、局均设立了下属的劳动教养工作管理局。地区、地级市、自治州等的司法局一般由内设的劳动教养工作管理处（室、科）等负责劳动教养工作。
劳动教养工作管理局是各省、直辖市、自治区及新疆生产建设兵团普遍设立的管理劳动教养工作的政府机构，也是劳动教养管理委员会的办事机构，一般为司法厅（直辖市及新疆生产建设兵团为司法局）的下属局，级别一般为副地厅级。个别省会城市如广东省省会广州市、湖北省省会武汉市等也设立了劳动教养工作管理局，为市司法局的下属局。1990年，各省、直辖市、自治区司法厅的劳动教养工作管理局从劳改局分出来，成为和司法厅各局平级的机构。
随着2008年《中华人民共和国禁毒法》的实施，原属司法行政机关管理的劳动教养戒毒及原属公安机关管理的强制戒毒均被废除，代之以强制隔离戒毒制度，但是原属于公安机关管理的强制戒毒场所和原属于司法机关管理的劳动教养场所在更名为强制隔离戒毒场所或加挂强制隔离戒毒场所的牌子后的归属不变。此后各地劳动教养工作管理局纷纷加挂戒毒管理局的牌子，劳动教养所也纷纷加挂强制隔离戒毒所的牌子。
劳动教养管理所是劳动教养工作的基层管理机构，隶属于各级劳动教养工作管理局，负责劳动教养人员的日常监管。

### 公安系统
在公安系统，根据2002年《公安机关办理劳动教养案件规定》第二条的规定，在省、自治区、直辖市的公安厅（局）、新疆生产建设兵团公安局和地级市、自治州、盟公安局（处）设立了劳动教养审批委员会，为同级劳动教养管理委员会的审批机构。
《公安机关办理劳动教养案件规定》第二条规定：
第二条　各省、自治区、直辖市公安厅（局）、新疆生产建设兵团公安局和地、地级市、州、盟公安局（处）设立劳动教养审批委员会，作为同级劳动教养管理委员会的审批机构，依照有关法律、行政法规和本规定审批劳动教养案件，并以劳动教养管理委员会的名义作出是否劳动教养的决定。劳动教养审批委员会的日常工作由本级公安机关法制部门承担。
劳动教养管理委员会名义上是公安、劳动、民政部门共同组成，实质上是省、市级公安部门的下属机构。劳动教养管理委员会在省级、市级公安机关设立，一般由市级劳动教养管理委员会做出劳教决定，省级劳动教养管理委员会负责处理申诉、复议工作。80年代劳教审批还是由公安机关的刑侦科负责，1992年劳教审批改由公安机关的法制科负责。

## 期限
一开始的劳动教养没有明确期限，导致很多劳教人员有“劳改有期，劳教无期”的认识。1961年4月，中华人民共和国公安部制定规定，明确劳动教养的期限是2～3年，由劳教机关“内部掌握”。但是当时劳改、劳教实行“留场就业”制度相当于变相延长劳改、劳教的期限。
1979年中华人民共和国国务院颁布的《国务院关于劳动教养的补充规定》，明确劳动教养期限为1～3年，必要时可延长一年。但之后在实践中，常出现重复劳教问题。1982年颁布的《劳动教养试行办法》规定劳动教养期限为1～3年，减期不得超过原劳教期限的一半。但取消了对延期时限的规定。1984年为服务于严打工作，规定劳动教养延期最长为原定劳动教养期限，直到1992年8月10日颁布《劳动教养管理工作执法细则》，重新规定劳动教养期限延长不得超过一年。
1999～2002年，因为“法轮功”人员频繁扰乱社会秩序，劳教人员大幅增加，为缓解劳教场所空间紧张，同时为团结、教育、挽救“法轮功”痴迷者，对已经转化的“法轮功”类劳教人员，减期可以超过原劳教期限的一半。

## 批评
随着法治不断健全，程序相对随意、未经审判就能关押超过短期徒刑时间的，严酷程度不亚于判刑的劳动教养制度受到了来自社会各界的越来越多的批评，这一情况到收容遣送制度被废除之后变得更为突出。
很多学者认为，劳动教养制度在中国特定的历史条件下有一定的积极作用，但后期已不再适用了。有学者认为劳动教养存在着“没有法律的授权和规范”、“劳动教养对象不明确”、“处罚过于严厉”、“程序不正当”、“规范不统一和司法解释多元化”等等弊端，而这些弊端就导致了有关部门滥用权力、非法剥夺公民人身自由等行为。
有学者认为，劳动教养制度违反了《宪法》、《立法法》、《行政处罚法》，并与中华人民共和国政府签署的国际人权公约相背。
《中华人民共和国宪法》第三十七条规定：
第三十七条 中华人民共和国公民的人身自由不受侵犯。

任何公民，非经人民检察院批准或者决定或者人民法院决定，并由公安机关执行，不受逮捕。

禁止非法拘禁和以其他方法非法剥夺或者限制公民的人身自由，禁止非法搜查公民的身体
《中华人民共和国立法法》第8条和第9条规定，对公民限制人身自由的强制措施和处罚，只能通过制定法律来规定，并且全国人大及其常委会不得授权国务院就这类限制公民人身自由的强制措施和处罚在没有正式法律的情况下先行制定行政法规。
1996年立法的《中华人民共和国行政处罚法》规定的行政处罚种类里不包括劳动教养、收容教育等处罚。
《中华人民共和国行政处罚法》第九条规定：“限制人身自由的行政处罚，只能由法律设定。”第十条规定：“行政法规可以设定除限制人身自由以外的行政处罚。”，同时规定的最严厉的行政处罚是行政拘留，单个案件拘留期限不得超过15天，数案并罚不得超过20天。

## 废除
随着改革开放的不断推进，原有的劳教规定越来越脱离现实，而劳教立法长期难产，劳动教养制度受到的质疑越来越多，社会各界废除劳教制度的呼声也日益高涨。
北京理工大学教授胡星斗在2003年6月21日发出的《对劳动教养的有关规定进行违宪违法审查的建议书》和在2003年11月9日提出的《就废除劳动教养制度致中共中央、全国人大、国务院的建议书》均引起国内外强烈的反响，并引来媒体广泛的报道。这两份建议书被认为是新时期废除劳动教养制度的第一声。
2004年1月下旬，广东省政协委员联署由朱征夫发起的要求废除劳教的提案，要求广东省先行一步废除劳教制度，得到了深圳市社会科学院院长乐正教授、中山大学历史系教授邱捷、广东外语外贸大学教授王卫红、广东经济管理学院法律系教授蓝燕霞、中新社广东分社社长陈佳、《羊城晚报》总编辑潘伟文等六位政协委员的附议。
鉴于劳动教养制度本身的法理缺陷和广受非议，中国官方把《违法行为矫治法》列入2005年的立法规划，用以取代劳教制度。但因受到公安部门的抵制，此后多年其前景并不明朗。
2008年3月，全国人大代表、陕西省人大常委会委员马克宁正式提交建议，呼吁废除劳动教养制度。马认为，中华人民共和国国务院关于劳动教养的行政法规违反《宪法》、《立法法》的规定，也违反了《行政处罚法》和《治安管理处罚法》，应当废除。
2010年全国两会中提到，《中华人民共和国违法行为教育矫治法》还处在起草修改阶段，已经列入了2010年的立法计划。劳教制度改革也已经列入正在进行的司法改革进程中。
2012年8月起，唐慧劳教案、重庆系列劳教案、赵梅福劳教案、等一系列劳教相关案例被频繁曝光，劳教制度面临的争议越来越大，中国社会要求废除劳教制度的声音也越来越高。
在于2012年10月中共十八大召开后，废除劳教制度的步伐开始加速。2013年1月7日上午，中共中央政治局委员、中央政法委书记孟建柱在全国政法工作会议上宣布，中央已研究，报请全国人民代表大会常务委员会批准后，停止使用劳教制度。同日，劳教审批全部暂停。
2013年1月，广东省宣布已做好适时停止劳教的准备；同年2月，云南省宣布暂停省内全部劳教审批；同年3月，湖南省公安厅副厅长胡旭曦表示，湖南省已停止劳动教养审批。因为不少地方的劳教所也于2008年开始接收强制隔离戒毒人员，劳教所主要职能逐步转向强制戒毒。
实际上2013年1月7日所有劳教审批均已停止。
同年3月17日，十二届全国人大一次会议举行闭幕会。大会闭幕后，中共中央政治局常委、中华人民共和国国务院总理李克强在人民大会堂三楼中央大厅与中外记者见面并回答记者的提问。李克强在回答《中国日报》记者的提问时说，有关劳动教养制度的改革方案，有关部门正在抓紧研究制定，年内有望出台。
同年11月15日，在中共十八届三中全会发布的《中共中央关于全面深化改革若干重大问题的决定》中，第九节34条提出“……废止劳动教养制度，完善对违法犯罪行为的惩治和矫正法律，健全社区矫正制度……”等内容。
2013年12月28日，第十二届全国人大常委会通过了《关于废止有关劳动教养法律规定的决定》，持续超过半个世纪的劳动教养制度正式废止。被执行劳动教养的人员已全部解除劳动教养。劳动教养工作管理局、劳动教养管理所等机构则陆续摘牌。

## 知名案例

### 2007年陈超诉劳动教养委员会案
2007年7月，陈超因“涉嫌损害财物罪”被警方刑事拘留，后检察院以“证据不足”为由，未批准对陈超实施逮捕。9月，洛阳市劳教委对陈超作出劳动教养二年的决定。11月陈超由此状告洛阳劳教委，并要求法院确认被告所依据的《劳动教养试行办法》无效。其代理律师张增军认为，陈超若有违法行为，应当依据《治安管理处罚条例》处罚，事实上陈也受到了刑事拘留，但最后也被无罪释放，劳教委的决定，不仅违法，而且重复处罚，应当撤销。11月5日，经过洛阳西工区人民法院立案调查，进入审理程序。11月12日，在立案后的第七天，“逮捕通知书”送到了陈超家人手中，上面写道“陈超因寻衅滋事罪经伊川县人民检察院批准逮捕。”第二天，洛阳市劳教委“撤销陈超劳动教养的通知书”也送到了其家人手中。

### 2012年唐慧劳教案
2012年8月，唐慧因上访被劳教的消息被媒体曝光，全国舆论哗然。在新闻界和互联网舆论的压力下，湖南省劳动教养委员会受理了代理律师甘元春和胡益华提出的行政复议。行政复议获得了成功，唐慧被释放，她的劳教决定也被撤销。舆论除了一致声讨永州市公安局外，对劳教制度的质疑也越来越多。

### 2011～2012年任建宇劳教案
2011年8月，大学生村官任建宇遭到重庆市公安局指控涉嫌在互联网发布100多条负面信息；同年9月23日，任建宇因“煽动颠覆国家政权”被重庆市劳动教养管理委员会劳动教养两年。这起劳教案在当时在海内外颇具争议。2012年3月15日，薄熙来被免去中共重庆市委书记一职，重庆政治环境有所改变，再加上当时准备废除劳教制度，任建宇劳教案出现转机。2012年8月，任建宇代理律师浦志强和任父发起行政诉讼，后该案被媒体曝光。2012年9月，任建宇的劳教决定被撤销，终获自由。任建宇案再次引起全国范围内对于劳教制度的广泛关注。《人民日报》亦发表社评，胡锡进发微博，声援任建宇，质疑劳教制度的合法性。

### 2012年万圣节饰品求救信事件
2012年西方媒体广泛报道了一起涉及中国劳教所奴工的事件。美国俄勒冈州居民朱丽·凯斯（Julie Keith）2011 年在当地一家凯马特商店购买了一套价值29美元的万圣节装饰品。当她打开包装时，从里面掉了出一封信。作者用蹩脚的英文夹杂着中文写道，“先生：如果你偶然买到这件商品，恳请你把这封信转发给世界人权组织(World Human Right Organization)，千万身受中国共产党政府压迫的人将永远感谢和铭记你。”他在信中说被囚禁在中国辽宁沈阳的马三家劳动教养院二所八大队，这里的劳教犯一周辛苦工作七天，每天15小时，周围是虐待成性的狱警。凯斯回忆说“一开始我很惊讶，我不知道这是不是一场骗局。” 她上网查询之后意识到这可能是真的。凯斯响应作者的呼吁，尝试联系人权组织，但未获回应。随后，她将这封信发布在脸书上，引发广泛关注，当地媒体《俄勒冈人报》更是在头版报道了此事。凯斯在万圣节发现的这一非同寻常的信息迅速传播开来，她的故事成为国际新闻，让中国最臭名昭著的马三家劳教所以及其背后备受争议的劳教制度成为焦点。经过数月的搜索，CNN 通过可靠的消息来源和一些好运气找到了那封信的作者，他已从劳改营获释，但害怕被送回去，他同意接受电视采访，条件是CNN隐瞒他的身份，用化名“张先生”称呼。“张先生”是法轮功精神运动的追随者，他声称自己在2008年北京夏季奥运会前几个月被警方拘留，并被判处在中国东北马三家劳教所两年半的监禁。他对CNN说，“我看到包装后，猜想这些产品是要运往一些英语国家，”“我知道圣诞节，但我们做的是骷髅之类的东西——我对万圣节真的不太了解。但我有这个想法，想告诉外面的世界那里发生了什么。” 该事件引发国际社会的广泛关注，后来成为中国政府结束劳教制度的导火索。 